# Куртије
Куртије (фр. Courtillers) је насељено место у Француској у региону Лоара, у департману Сарт.
По подацима из 2011. године у општини је живело 922 становника, а густина насељености је износила 127,35 становника/km².

## Демографија
| 1962. | 1968. | 1975. | 1982. | 1990. | 2011. |
| ----- | ----- | ----- | ----- | ----- | ----- |
| 196   | 182   | 204   | 393   | 469   | 922   |